# Parque nacional Sarstoon Temash
Parque nacional Sarstoon Temash es el más meridional de los parques nacionales en Belice, establecido en 1994. Es administrado por el Instituto Sarstoon Temash para la Gestión Indígena (SATIIM), en colaboración con el Departamento Forestal. El parque cubre aproximadamente 169 km² (41.898 acres) de bosques, humedales y  manglares.
El parque fue designado como humedal de importancia internacional con arreglo a la Convención de Ramsar en 2005.